# Selatosomus punctatissimus
Selatosomus punctatissimus là một loài bọ cánh cứng trong họ Elateridae. Loài này được Ménétriés miêu tả khoa học năm 1851.